# Witold Silewicz
Witold Silewicz (* 18. Mai 1921 in Rajsko, Polen; † 2. November 2007 in Wien) war ein polnisch-österreichischer Komponist und Kontrabassist.

## Leben
Witold Silewicz war das dritte von drei Kindern des Warschauer Architekten Zdzisław Silewicz und seiner Frau, Stefania Zwilling. Schon als Kind erkrankte er Tuberkulose, an deren Folgen er ein Leben lang litt. Sein Vater starb um 1930 in Nizza. Witold begann sein Musikstudium mit 22 Jahren während des Zweiten Weltkrieges 1943 in Wien. Er studierte an der Musikakademie Wien, Komposition bei Joseph Marx, Orchesterleitung bei Josef Krips sowie bei Hans Swarowsky (1945–1947). Am 2. Juli 1949 wurde sein Adagio für Streichorchester erstmals im Wiener Musikverein aufgeführt. Seine Kontrabass-Studien waren bei Johann Krampe und bei Otto Rühm (1949–1955). Danach zog es ihn nach Frankreich, Italien und Jugoslawien, wo er seine zukünftige slowenische Frau, Tatiana (1925–2011) kennenlernte, mit der er zwei Töchter hatte.

Er kehrte mit seiner Familie 1962 nach Wien zurück und wurde hier Kontrabassist im Tonkünstler-Orchester Niederösterreich. Er wurde Mitglied des Vereines der Polnischen Künstler-Musiker im Ausland, (Stowarzyszenie Polskich Artystów-Muzyków – SPAM). Die Musikwissenschaftlerin Barbara Boisits schrieb später: „seine Werke verraten romantischen, mitunter auch klassizistischen und impressionistischen Einfluss.“ 

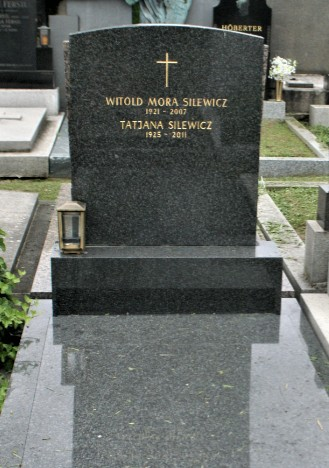
Grabstätte von Witold Silewicz

Witold Silewicz ist in Wien gestorben und auf dem Döblinger Friedhof (Gruppe 23, Reihe 7, Nummer 14) begraben.

## Werke
- 2 Symphonien
- Instrumentalkonzerte
- Kammermusik
- Ballett Fanny Elßler – Frau u Mythos (1989)
- Kinderszenen für Instrumentalensemble

## Preise
- Förderungspreis der Stadt Wien (1963)[4]
- Förderungspreis des Landes Niederösterreich (1981)[5]